# Храм Юпитера Статора (VIII век до н. э.)
Храм Юпитера — некогда храм на римском форуме, посвящённый Юпитеру.
Храм был построен, по легенде, Ромулом. Точное месторасположение храма на форуме до сих пор не выяснено. Возможно, он находился между храмом Антонина и Фаустины и базиликой Максенция, по другим предположениям, остатки этого храма были заложены в основу храма Антонина и его жены.